# Sarepta

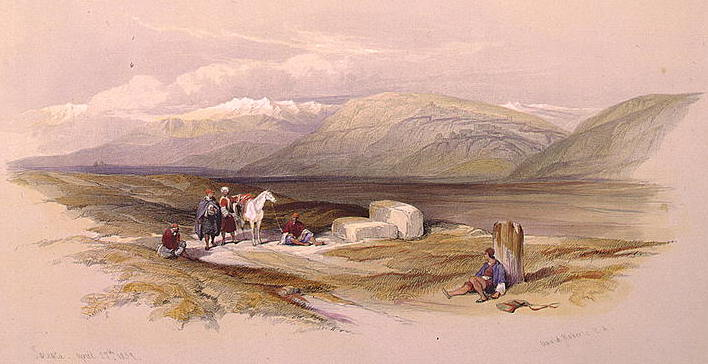
Pintura feita pelo pintor escocês David Roberts em 1843

Sarepta (às vezes transcrita Tsarephat, na bíblia hebráica צרפת, Tzarfat) é uma antiga cidade costeira, fora dos limites de Israel pertencente à Sidônia, na costa mediterrânea do Líbano. Atualmente o sítio de Sarepta localiza-se no distrito libanês de Sarafande. Era um território Fenício cerca de 18 km ao Sul de Sidom.[carece de fontes?]

## Etimologia
O termo Sarepta significa fornalha de fundição, fundir, refinar e cadinho, provavelmente devido à atividade de fundição de metais existente neste local à época do relato bíblico.

## Relato bíblico
No relato bíblico, Deus enviou o profeta Elias para a casa de uma viúva desta cidade, onde ele  hospedou-se, descansou,  fez o milagre da botija (multiplicando a farinha e o azeite da viúva) e ressuscitou-lhe o filho, dos mortos.